# 圣瑞斯特索瓦日
圣瑞斯特索瓦日（法語：Saint-Just-Sauvage，法語發音：[sɛ̃ ʒy(st) sovaʒ]）是法国马恩省的一个市镇，属于埃佩尔奈区。

## 地理
圣瑞斯特索瓦日（48°33'16"N, 3°47'4"E）面积17.74 平方千米，位于法国大東部大區马恩省，该省份为法国东北部内陆省份，北起阿登省，西北接埃纳省，西南接塞纳-马恩省，南至奥布省，东南接上马恩省，东临默兹省。
与圣瑞斯特索瓦日接壤的市镇（或旧市镇、城区）包括：迈济耶尔-拉格朗德帕鲁瓦斯、塞纳河畔罗米伊、巴涅、博德芒、克莱勒、塞纳河畔马西伊、奥布河畔萨龙。

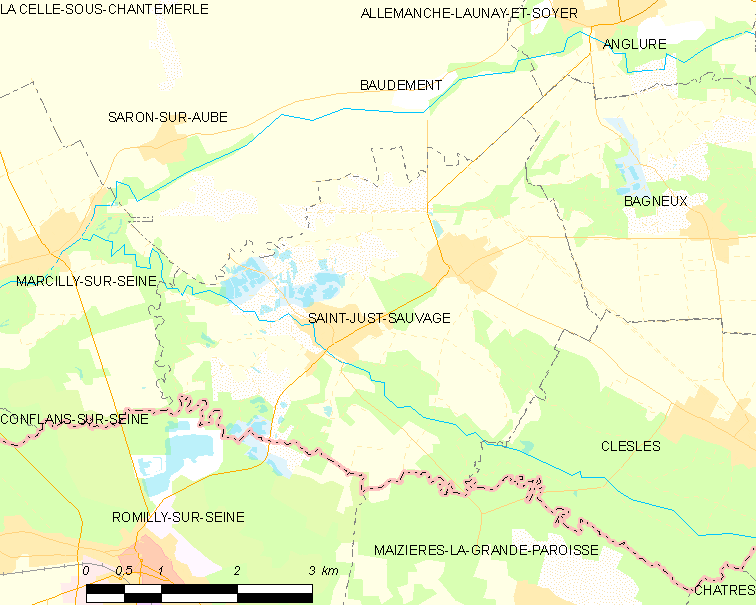
圣瑞斯特索瓦日的OSM定位图

圣瑞斯特索瓦日的时区为UTC+01:00、UTC+02:00（夏令时）。

## 行政
圣瑞斯特索瓦日的邮政编码为51260，INSEE市镇编码为51492。

## 政治
圣瑞斯特索瓦日所属的省级选区为韦尔蒂-香槟平原县。

## 人口

1962-2008年间圣瑞斯特索瓦日人口变化图示

圣瑞斯特索瓦日于2022年1月1日时的人口数量为1425人。